# Петродворцовий годинниковий завод
Петродворцовий годинниковий завод (рос. Петродворцовый часовой завод) — одне з найстаріших підприємств Росії. Засноване Петром I у 1721 році як Петергофська гранильна фабрика, де виготовлялися прикраси з дорогоцінних каменів для царської сім'ї.
Після Жовтневої революції (1917) на заводі виробляли точні технічні камені для Військового відомства СРСР і Червоної Армії. З 1949 року за наказом Сталіна на заводі було налагоджено виробництво наручних годинників «Перемога» та «Зірка». З 1961 року завод виробляє годинник марки «Ракета».